# Runcinida valentinae
Runcinida valentinae is een slakkensoort uit de familie van de Runcinidae. De wetenschappelijke naam van de soort werd voor het eerst geldig gepubliceerd in 2006 door Chernyshev.